# Victory (banda)
Victory es una banda alemana de heavy metal y hard rock originaria de Hannover, exitosa en la década de 1980. Con extensas giras y radiodifusión, la banda logró reconocimiento incluso en tierras norteamericanas. Recomendados por el guitarrista de Scorpions, Rudolf Schenker, la banda firmó un contrato con David Krebs (reconocido por su trabajo con Scorpions y Aerosmith). Hasta la fecha, la agrupación ha grabado diez álbumes de estudio y dos álbumes en vivo, además de algunos sencillos y un disco recopilatorio.

## Miembros

### Actuales
- Jioti Parcharidis – Voz (desde 2005)
- Herman Frank – Guitarra (1986–1995, desde 2005)
- Christos Mamalitsidis – Guitarra (desde 2013)
- Peter Pichl – Bajo (desde 2013)
- Michael Wolpers – Batería (desde 2013)

### Anteriores
- Pedro Schemms – Voz (1984)
- Charlie Huhn – Voz (1984–1988, 2003–2005)
- Fernando Garcia – Voz (1988–1996)
- John Lockton – Guitarra (1984–-1986)
- Jake Paland – Guitarra (1996)
- Tommy Newton – Guitarra (1984–2011)
- Bernie Van Der Graf – Batería (1984–1985)
- Matthias Liebetruth – Batería (1996)
- Fritz Randow – Batería (1985–1995, 2002–2006)
- Achim Keller – Batería (2006–2011)
- Peter Knorn – Bajo (1984–2011)

## Discografía

### Estudio
- 1985 Victory
- 1986 Don't Get Mad... Get Even
- 1987 Hungry Hearts
- 1989 Culture Killed the Native
- 1990 Temples of Gold
- 1992 You bought it – You name it
- 1996 Voiceprint
- 2003 Instinct
- 2006 Fuel to the Fire(inedit+news)
- 2011 Don't Talk Science
- 2021 Gods of Tomorrow

### En vivo
- 1988 That's Live
- 1992 The Very Best of – Rock'n'Roll Kids Forever
- 1994 Liveline

### Sencillos & EP
- 1986 Check's in the Mail
- 1987 Feel the Fire
- 1989 Never Satisfied
- 1989 Don't Tell No Lies
- 1990 Rock'n'Roll Kids Forever
- 1992 Rock-o-Matic
- 1992 Lost in the Night
- 1996 Deep inside the World
- 1996 Cyberia

### Videos & DVD
- 1990 The Videos